# 可可液
可可液（英語：Cocoa liquor），又称巧克力液（Chocolate liquor）是固体或半固体形式的纯可可块。
可可液是由经过发酵、干燥、烘烤并脱壳的可可豆制成的，它含有可可粉和可可脂，两者的比例大致与生产可可液的可可豆相同。

## 成分
可可液约含有53%的可可脂（脂肪）、17%的碳水化合物、11%的蛋白质、6%的单宁酸，以及1.5%的可可碱。

## 用途
可可液体（块）可以被融化成为液体，液体可以被分离成可可粉和可可脂，或被冷却并被塑造成生纯巧克力。它的主要用途（通常再加上可可脂）是用于制作巧克力。